# 野口実
野口 実（のぐち みのる、1951年2月23日- ）は、日本の歴史学者。日本中世政治史・社会史専攻。京都女子大学名誉教授。

## 略歴
千葉市出身。1973年青山学院大学文学部史学科卒、1981年同大学院文学研究科史学専攻博士課程修了。「坂東八カ国における武士団の成立と発展」で青山学院大学文学博士。1979年千葉県公立高等学校教諭、1986年古代学協会平安博物館専任講師、同年京都文化財団歴史研究室主任研究員、1988年京都府京都文化博物館学芸第二課主任学芸員、1989年鹿児島経済大学社会学部助教授、93年教授、1994年聖徳大学人文学部日本文化学科教授、2000年京都女子大学宗教・文化研究所教授。2021年定年退職、名誉教授。

## 著作
- 『謎の上総氏系図』（『歴史研究』80号、1967年）
- 『豪族的領主上総氏について』（『史友』6号、1974年）
- 『上総氏所領の復元』（『千葉県の歴史』10号、1975年）
- 『東国政権と千葉氏』（千葉県郷土史研究連絡協議会編論集 『論集 千葉氏研究の諸問題』千秋社、1977年）
- 『源頼朝の房総半島経略過程について』（『房総史学』25号、1985年）
- 『平家打倒に起ちあがった上総広常』（『千葉史学』20号、1992年）
- 『「玉藻前」と上総介・三浦介』（『朱』44号、1995年）
- 『坂東武士団の成立と発展』弘生書林、1982年、戎光祥出版、2013年
- 『鎌倉の豪族I』かまくら春秋社、1983年、改題『坂東武士団と鎌倉』戎光祥出版 2013年
- 『武家の棟梁の条件 中世武士を見なおす』中公新書、1994年
- 『中世東国武士団の研究』高科書店、1994年、増補改訂版 戎光祥出版、2020年
- 『武家の棟梁源氏はなぜ滅んだのか』新人物往来社、1998年
- 『伝説の将軍　藤原秀郷』吉川弘文館、2001年、新装版2019年
- 『源氏と坂東武士』吉川弘文館 歴史文化ライブラリー、2007年
- 『武門源氏の血脈 為義から義経まで』中央公論新社、2012年、改訂版 講談社学術文庫 2022年
- 『源義家 天下第一の武勇の士』山川出版社、日本史リブレット 2012年
- 『坂東武士団の成立と発展』戎光祥出版、2013年
- 『坂東武士団と鎌倉』戎光祥出版 中世武士選書、2013年
- 『東国武士と京都』同成社、2015年
- 『列島を翔ける平安武士―九州・京都・東国』吉川弘文館 歴史文化ライブラリー、2017年
- 『北条時政　頼朝の妻の父、近日の珍物か』ミネルヴァ書房・ミネルヴァ日本評伝選、2022年

### 編著
- 『千葉氏の研究』名著出版、2000年
- 『吾妻鏡必携』関幸彦共編　吉川弘文館、2008年
- 『治承～文治の内乱と鎌倉幕府の成立 中世の人物 京・鎌倉の時代編 第2巻』編 清文堂出版、 2014年
- 『小山氏の成立と発展―軍事貴族から中世武士の本流へ 戎光祥中世史論集 第4巻』戎光祥出版、2016年
- 『承久の乱の構造と展開―転換する朝廷と幕府の権力　戎光祥中世史論集 第8巻』戎光祥出版、2019年
- 『図説 鎌倉北条氏―鎌倉幕府を主導した一族の全歴史』戎光祥出版、2021年